# Conostigmus brunneipes
Conostigmus brunneipes är en stekelart som beskrevs av Alan Parkhurst Dodd 1920. Conostigmus brunneipes ingår i släktet Conostigmus och familjen trefåresteklar. Inga underarter finns listade i Catalogue of Life.